# رجی لی (بازیگر)
رگی لی (به انگلیسی: Reggie Lee) (زادهٔ اکتبر ۱۹۷۴) بازیگر فیلیپینی-آمریکایی است.
از فیلم‌های معروف او می‌توان به بازی در فیلم سریع و خشمگین، مهمانی ساحل روانی و فرار از زندان اشاره نمود.
وی همچنین در سریال گریم هم ایفای نقش کرده است.